# Pojeta Peak
Pojeta Peak är en bergstopp i Antarktis. Den ligger i Västantarktis. Chile gör anspråk på området. Toppen på Pojeta Peak är 1 500 meter över havet.
Terrängen runt Pojeta Peak är kuperad åt nordväst, men åt sydost är den platt. Trakten är obefolkad. Det finns inga samhällen i närheten. 